# Sankt Gallenkirch
Sankt Gallenkirch är en ort och kommun i distriktet Bludenz i förbundslandet Vorarlberg i Österrike. I söder gränsar kommunen mot Schweiz.
Kommunen består av tre orter (Ortschaften) (inom parentes invånarantal 1 januari 2024):
- Gargellen (119)
- Gortipohl (665)
- St. Gallenkirch (1 438)